# Rhombinella
Rhombinella là một chi ốc biển, là động vật thân mềm chân bụng sống ở biển trong họ Columbellidae.

## Các loài
Các loài trong chi Rhombinella gồm có:
- Rhombinella laevigata (Linnaeus, 1758)[2]